# Gvada
Gvada (en georgiano: ღვადა; en abjasio: Ӷәада) es un pueblo que pertenece a la parcialmente reconocida República de Abjasia, dentro del distrito de Ochamchira, aunque de iure es parte del municipio de Ochamchire de la República Autónoma de Abjasia de Georgia.

## Geografía
Gvada se encuentra en el margen izquierdo del río Kumarcha y está a 23 km al norte de Ochamchire. Limita con la cordillera de Kodori en el norte; Jgerda en el oeste, Chlou en el este; y también Kochara en el sur. Las aldeas de Abaazhvaju, Gvadaajutsa y Meore Yirguli están bajo la administración del pueblo.

## Historia
Hasta la segunda mitad del siglo XX, Gvada formaba parte del pueblo vecino de Jgerda, y la población local (en su mayoría abjasios) siempre se ha dedicado a la agricultura. 
Aunque no hay informes de que la guerra de Abjasia (1992-1993) haya afectado a este remoto pueblo de montaña de forma particular, después de su final hubo una gran salida de población hacia las ciudades. En la mayoría de casos de este pueblo fueron personas mayores y jubilados que ya no podían trabajar, por lo que el pueblo y sus alrededores comenzaron a caer en desuso. 
Aunque la carretera devastada que conduce al pueblo fue reparada alrededor de 2012, todavía se ha conseguido atraer a los jóvenes para restaurar la importancia agrícola del pueblo.

## Demografía
La evolución demográfica de Gvada entre 1989 y 2011 fue la siguiente:
| 677                                                 | 371 |
| (Fuente: Population of Abkhazia since Soviet times) |     |

La población ha disminuido casi a la mitad (la población que se fue era en su mayoría georgiana) tras la guerra de Abjasia. Sin embargo, tradicionalmente siempre han sido mayoritarios los abjasios étnicos.
|              | 2011      | 2011       |
| Grupo étnico | Población | Porcentaje |
| ------------ | --------- | ---------- |
| Georgianos   | 3         | 0,8%       |
| Abjasios     | 366       | 98,7%      |
| Rusos        | 1         | 0,3%       |
| Ucranianos   | 1         | 0,3%       |
| Total        | 371       | 100%       |

## Personas ilustres
- Nugzar Ashuba (1952): político abjasio que fue presidente del Parlamento de Abjasia (2002-2012).